# Saint-Clair-sur-Galaure
Saint-Clair-sur-Galaure är en kommun i departementet Isère i regionen Auvergne-Rhône-Alpes i sydöstra Frankrike. Kommunen ligger i kantonen Roybon som tillhör arrondissementet Grenoble. År 2022 hade Saint-Clair-sur-Galaure 261 invånare.

## Befolkningsutveckling
Antalet invånare i kommunen Saint-Clair-sur-Galaure
Referens:INSEE